# Rudolf Deng Majak
Rudolf Deng Majak (* 1. November 1940 in Akwac, Sudan; † 6. März 2017 in Siegburg, Deutschland) war ein südsudanesischer Geistlicher und römisch-katholischer Bischof von Wau.

## Leben
Der am 20. Februar 1955 getaufte Rudolf Deng Majak empfing am 20. November 1970 das Sakrament der Priesterweihe für das Bistum Rumbek. Majak wurde am 12. April 1992 zum Apostolischen Administrator von Wau bestellt.
Am 2. November 1995 ernannte ihn Papst Johannes Paul II. zum Bischof von Wau. Der Apostolische Pro-Nuntius im Sudan, Erzbischof Erwin Josef Ender, spendete ihm am 11. Februar 1996 die Bischofsweihe; Mitkonsekratoren waren der Erzbischof von Juba, Paulino Lukudu Loro MCCJ, und sein Amtsvorgänger Joseph Bilal Nyekindi.
Er war Kanzler der im Jahr 2008 gegründeten Katholischen Universität von Südsudan. Als Präsident der Sudanesischen Bischofskonferenz nahm er im Herbst 2009 an der Sonderversammlung der Bischofssynode für Afrika teil.